# Mazda 323F
Mazda 323F je pětimístný pětidveřový osobní automobil s motorem vpředu a pohonem předních kol. Jde o jednu z karosářských variant vozu Mazda 323 patřící do nižší střední třídy osobních automobilů. Vůz se vyráběl v letech 1989 až 2003, karosářská varianta F nemá žádného přímého předchůdce (přestože typ 323 se vyráběl od roku 1964) ani následníka (následníkem typu 323 je Mazda 3). Automobil Mazda 323F se vyráběl ve třech modelových řadách:
- BG v letech 1989 – 1994 (známá též pod názvem Mazda Familia Astina)
- BA v letech 1994 – 1998 (Mazda Lantis)
- BJ v letech 1998 – 2003 (Mazda Familia)

Současně s řadou BA probíhala také výroba třídveřového vozu Mazda Coupé s podobným designem.

## Řada BG
Řada BG byla vyráběna od roku 1989. Stejně jako další generace to byl pětidveřový fastback (sedan se plývající zádí). Prodávala se pod názvy Mazda 323F, Mazda 323 Astina nebo Mazda Familia Astina, luxusnější verze se v Japonsku jmenovala Eunos 100. Tato generace má výklopné přední světlomety.
K dispozici byly čtyřválcové motory o objemu 1,6 l a 1,8 l dodávané ve 4 variantách:
| Model   | Počet válců | Počet ventilů | Ventilový rozvod | Vrtání × zdvih [mm] | Zdvihový objem [cm3] | Kompresní poměr | Max. výkon [kW při ot./min] | Max. točivý moment [Nm při ot./min] |
| ------- | ----------- | ------------- | ---------------- | ------------------- | -------------------- | --------------- | --------------------------- | ----------------------------------- |
| 1,6     | R4          | 8             | SOHC             | 78,0 × 83,6         | 1597                 | 9,3:1           | 63 při 5200                 | 128 při 2500                        |
| 1,6 16V | R4          | 16            | SOHC             | 78,0 × 83,6         | 1597                 | 9,0:1           | 66 při 5300                 | 132 při 4000                        |
| 1,8 16V | R4          | 16            | SOHC             | 83,0 × 85,0         | 1839                 | 8,9:1           | 78 při 5300                 | 151 při 4000                        |
| 1,8 16V | R4          | 16            | DOHC             | 83,0 × 85,0         | 1839                 | 8,9:1           | 94 při 6500                 | 160 při 4500                        |

Roku 1994 byla výroba ukončena a byla nahranzena řadou BA (Lantis).

## Řada BA
Vozy Mazda 323F řady BA (kódové označení BA14P2) byly ve světě prodávány také pod označením Lantis, Astina a Allegro Hatchback. Při konstrukci byla za základ použita platforma Mazda CB. Následující údaje vycházejí z informací výrobce v příručce k vozu a jsou pouze orientační (mohou se tedy mírně lišit).

### Rozměry a hmotnost
Délka 4250 mm, šířka 1695 mm, výška 1350 mm, rozchod přední nápravy 1430 mm, rozchod zadní nápravy 1435 mm, rozvor 2600 mm. Hmotnost pohotovostní 1155 kg, užitečná 530 kg, celková 1685 kg. Uvedené parametry jsou pro základní provedení a mohou se lišit podle instalované výbavy (např. se podle oficiálního dovozce zvyšovala pohotovostní hmotnost a snižovala užitečná).

### Motory a převodovky
V České republice byla Mazda 323F BA dodávána s následujícími atmosférickými zážehovými motory:
| Model           | Motor           | Počet válců     | Počet ventilů   | Ventilový rozvod | Vrtání × zdvih [mm] | Zdvihový objem [cm3] | Kompresní poměr | Přeplňování     | Max. výkon [kW (k) při ot./min] | Max. točivý moment [Nm při ot./min] |
| Zážehové motory | Zážehové motory | Zážehové motory | Zážehové motory | Zážehové motory  | Zážehové motory     | Zážehové motory      | Zážehové motory | Zážehové motory | Zážehové motory                 | Zážehové motory                     |
| --------------- | --------------- | --------------- | --------------- | ---------------- | ------------------- | -------------------- | --------------- | --------------- | ------------------------------- | ----------------------------------- |
| 1,5 16V         | Z5-DE           | R4              | 16              | DOHC             | 75,3 × 83,6         | 1489                 | 9,4:1           | ne              | 65 (88) při 5500                | 132 při 4000                        |
| 1,8 16V         | BP-ZE           | R4              | 16              | DOHC             | 83,0 × 85,0         | 1840                 | 9,0:1           | ne              | 84 (114) při 6000               | 157 při 4000                        |
| 2,0 V6 24V      | KF-DE           | V6              | 24              | 2 × DOHC         | 78,0 × 69,6         | 1995                 | 9,5:1           | ne              | 106 (144) při 6000              | 180 při 4000                        |

Všechny motory byly vybaveny vícebodovým vstřikováním paliva a řízeným katalyzátorem splňujícím emisní normu EURO 2.
Základní převodovka manuální, pětistupňová (5 rychlostí vpřed, 1 zpět), plně synchronizovaná, s řadicí pákou umístěnou na středovém tunelu. Dodávala se též automatická převodovka.

### Podvozek
- poháněná a řízená přední náprava typu McPherson
- víceprvková zadní náprava s nezávislým zavěšením kol a s příčným stabilizátorem
- odpružení vinutými pružinami, tlumení teleskopickými kapalinovými tlumiči
- hřebenové řízení s hydraulickým posilovačem
- provozní brzda hydraulická dvouokruhová, s posilovačem, vpředu kotoučová, vzadu bubnová (u vozů s motorem 2.0 kotoučová)

### Karoserie
Karoserie je typu fastback/hatchback/liftback, samonosná, z ocelového plechu opatřeného antikorozní ochranou. Zavazadlový prostor oddělený, s objemem 346 litrů, rozšiřitelný sklopením zadních sedadel.

### Možnosti výbavy
Vůz bylo možno oproti základnímu provedení standardně doplnit touto výbavou: 2 airbagy, ABS, elektrické ovládání oken (předních nebo všech), elektrické ovládání zrcátek, manuální klimatizace, vyhřívání předních sedadel, mlhové světlomety, centrální zamykání.

### Spolehlivost
Mazda 323 řady BA patří mezi nadprůměrně spolehlivé vozy. V žebříčku TÜV obsadila 20. místo z 57 vozů (test v roce 2007, vozy stáří 10–11 let), resp. 11. místo z 87 vozů (2005, vozy staré méně než 6 let) či 19. místo z 85 vozů (2004, vozy stáří 6–7 let).

### Bezpečnost
Automobil Mazda 323F je vybaven standardní bezpečnostní výbavou, případně nadstandardní výbavou (ABS, airbagy). Crashtest podle metodiky Euro NCAP nebyl nikdy proveden.

## Řada BJ
Řada BJ se vyráběla mezi lety 1998 a 2003.